# Yowamushi Pedal
Yowamushi Pedal (яп. 弱虫ペダル ёвамуси пэдару) — манга, придуманная и иллюстрированная Ватару Ватанабэ. Данная манга публикуется в журнале Weekly Shōnen Champion, издательства Akita Shoten с 2008 года. В ноябре 2015 года был завершён 46 том. OVA Yowamushi Pedal: Special Ride была издана на DVD в комплекте с 29 томом манги 8 августа 2013 года. Премьера аниме-сериала, адаптации оригинальной манги, состоялась 7 октября 2013 года. Субтитры на английском языке к сериалу лицензированы благодаря видеосервису Crunchyroll. Стрим доступен членам премиумной подписки в США, Канаде, странах Карибского бассейна, Южной Африке, а также в Центральной и Северной Америке начиная с 7 октября. Бесплатно просмотреть серию можно через неделю после её выхода.

## Сюжет
Сакамити Онода — заядлый отаку, который недавно поступил в старшую школу. Онода стремится исполнить своё желание — присоединиться к аниме-клубу, чтобы найти учеников с такими же интересами, как и у него. В средней школе у Оноды не было друзей, с которыми он бы мог поговорить о своём хобби, к примеру об аниме, играх, Акихабаре, а также других вещах, популярных среди отаку. Однако, Онода узнаёт, что кружок был расформирован, а для восстановления требуется не менее четырёх человек, которые бы хотели присоединиться.
Ещё с младших классов Онода ездит на громоздком тяжёлом велосипеде mamachari, который предназначен лишь для коротких поездок или велопрогулок. Но, несмотря на это, Онода ездит на нём в Акихабару, которая находится довольно далеко от его школы, каждую неделю (а во время каникул каждый день), чтобы сохранить деньги за проезд и потратить их на различные вещи в магазинах Акибы. В то время как Онода без усилий преодолевает крутой подъём, во время своей тренировки его замечает Сюнсукэ Имаидзуми, его сверстник.
Сёкити Наруко, который был в Акихабаре, чтобы прикупить подарки для своих младших братьев, встречает Оноду. Наруко привлекло то, что Онода хорошо ездит на своём велосипеде, затем узнаёт, что они учатся в одной школе. Позже, когда Наруко и Имаидзуми собираются присоединиться к школьному гоночному велоклубу, они убеждают в этом и Оноду.

## Персонажи
Сакамити Онода (яп. 小野田 坂道 Онода Сакамити) — главный герой истории. Ученик старшей школы Сохоку (на момент начала сюжета — первогодка), член Велосипедного Клуба. Он заядлый отаку и велосипедист, специализирующийся на подъёмах — горняк. Онода стеснительный и часто разговаривает сам с собой. Однако после встречи с Сёкити и Сюнскэ он становится более мужественным и решительным. «Сакамити» переводится как «дорога в гору».
Сэйю: Дайки Ямасита
Сюнсукэ Имаидзуми (яп. 今泉 俊輔 Имаидзуми Сюнсукэ) — ученик старшей школы Сохоку (на момент начала сюжета — первогодка), член Велосипедного Клуба. Прекрасный тактик и логик, по специализации — универсал, в первой гонке выполнял роль грегари Киндзё. Стремится стать самым быстрым велосипедистом на Общенациональных Соревнованиях. Он и Наруко — вечные соперники.
Сэйю: Косукэ Ториуми
Сёкити Наруко (яп. 鳴子 章吉 Наруко Сё:кити) — ученик старшей школы Сохоку (на момент начала сюжета — первогодка), член Велосипедного Клуба, переехавший из Осаки. Спринтер. Считает себя самым быстрым и лучшим велогонщиком. Считает Имаидзуми и Тадокоро своими главными соперниками. Говорит с кансайским акцентом. Любит выделяться и быть на виду.
Сэйю: Дзюн Фукусима
Синго Киндзё (яп. 金城 真護 Киндзё: Синго) — ученик старшей школы Сохоку (на момент начала сюжета — третьегодка, выпускник), капитан Велосипедного Клуба. По специализации — универсал, ас своей команды два года подряд. Серьезный и ответственный. Известен как волевой, никогда не сдающийся велосипедист.
Сэйю: Хироки Ясумото
Юсукэ Макисима (яп. 巻島 裕介 Макисима Ю:скэ) — ученик старшей школы Сохоку (на момент начала сюжета — третьегодка, выпускник), член Велосипедного Клуба. По специализации — горняк. Имеет специфический способ восхождения на гору — с особо высоким углом наклона велосипеда при «танце на педалях», за что получил прозвище «Горный паук». Внешний вид: худощавый парень, с копной переливающихся зелено-красных волос, длиной до поясницы. Извечный соперник «Горного Бога», Дзимпати Тодо. Достаточно угрюмый и малоразговорчивый.
Дзин Тадокоро (яп. 田所 迅 Тадокоро Дзин) — ученик старшей школы Сохоку (на момент начала сюжета — третьегодка, выпускник), член Велосипедного Клуба. По специализации — спринтер. Любитель поболтать и поесть. Вспыльчивый, но очень добрый.
Сэйю: Кэнтаро Ито
Дзюнта Тэсима — ученик старшей школы Сохоку (на момент начала сюжета — второгодка), член Велосипедного Клуба. По специализации — универсал, неплохой горняк. Лучший друг Аояги, понимает его без слов. Не отличается физическими способностями, но отличный стратег и тактик, немного актер. Не смог пробиться в команду на втором году обучения из-за сильных первогодок, но на третьем году обучения получил от Киндзё пост капитана команды.
Хадхимэ Аояги — ученик старшей школы Сохоку (на момент начала сюжета — второгодка), член Велосипедного Клуба. По специализации — спринтер. Лучший друг Тэсимы. Молчун.
Мики Кандзаки (яп. 寒咲 幹 Кандзаки Мики) — ученица старшей школы Сохоку (на момент начала сюжета — первогодка), менеджер Велосипедного Клуба. Обожает велосипеды и шоссейные гонки. Помогает брату чинить велосипеды в семейном магазине.
Сэйю: Аяка Сува
Тодзи Кандзаки — управляющий в семейном магазине велосипедов, старший брат Мики. Выпускник старшей школы Сохоку, бывший капитан Велосипедного Клуба. Активно помогает бывшему клубу запчастями, а также транспортом.
Сангаку Манами (яп. 山岳真波 Сангаку Манами) — ученик академии Хаконэ (на момент начала сюжета — первогодка), член Велосипедного Клуба. По специализации — горняк. Первый в истории клуба Хаконэ первогодка, сумевший пробиться в команду. Обожает кататься в горах. Соперник Оноды. «Сангаку» переводится как «горы».
Сэйю: Цубаса Ёнага
Дзюити Фукутоми — ученик академии Хаконэ (на момент начала сюжета — третьегодка, выпускник), капитан Велосипедного Клуба. По специализации — универсал, ас своей команды. Потомственный велосипедист. Очень серьезный, всегда нацелен на победу и всегда уверен, что будет победителем. Соперник Киндзё.
Ясутомо Аракита — ученик академии Хаконэ (на момент начала сюжета — третьегодка, выпускник), член Велосипедного Клуба. По специализации — универсал, грегари. Нервный, раздражительный, но верный, исполнительный и упорный.
Дзимпати Тодо — ученик академии Хаконэ (на момент начала сюжета — третьегодка, выпускник), член Велосипедного Клуба. По специализации — горняк. Прозван Горным богом за легкое восхождение. Самовлюбленный нарцисс. Соперник Макисимы.
Хаято Синкай — ученик академии Хаконэ (на момент начала сюжета — третьегодка, выпускник), член Велосипедного Клуба. По специализации — спринтер. Постоянно жует энергетические батончики. Спокойный, но получил прозвище Демон за сумасшедший спринт.
Тоитиро Идзумида — ученик академии Хаконэ (на момент начала сюжета — второгодка), член Велосипедного Клуба. По специализации — спринтер. Для улучшения результатов активно качает мышцы торса и спины. Крайне привязан к своим мышцам, даже дал имена своим грудным мышцам — Анди и Франк. Регулярно с ними беседует.
Акира Мидосудзи — ученик старшей школы Киото Фусими (на момент начала сюжета — первогодка), член Велосипедного Клуба. По специализации — универсал, ас своей команды. Одарен физически, а также отличный стратег. Любит использовать тактику запугивания и давления на соперника. Из-за необычного внешнего вида и странных выходок пользуется плохой репутацией в обществе.

## Музыка
Композитор — Кан Савада. Открывающую композицию под названием Reclimb исполняют ROOKIEZ is PUNK’D, закрывающую композицию, название которой Kaze wo Yobe (яп. 風を呼べ кадзэ о ёбэ) исполняют Under Graph.

## Список серий
| Список серий | Список серий                                                                                               | Список серий        |
| No. эпизода  | Название эпизода                                                                                           | Трансляция в Японии |
| ------------ | --- | ------------------- |
| 01           | Потому что я могу поехать в Акибу бесплатно «акиба ни тада дэ икэру кара» (アキバにタダでいけるから)       | 7 октября, 2013     |
| 02           | Набрать больше участников «буин о фуясу тамэ» (部員をふやすため)                                           | 14 октября, 2013    |
| 03           | У меня нет друзей «боку ва томодати инай кара» (僕は友達いないから)                                        | 21 октября, 2013    |
| 04           | Сёкити Наруко «наруко сё:кити» (鳴子章吉)                                                                  | 28 октября, 2013    |
| 05           | Гоночный велосипедный клуб старшей школы Сохоку «со:хо:ку ко:ко: дзитэнся кё:ги-бу» (総北高校自転車競技部) | 4 ноября, 2013      |
| 06           | Приветственная гонка «вэрукаму рэ:су» (ウエルカムレース)                                                   | 11 ноября, 2013     |
| 07           | Хочу догнать! «оицукитай!» (追いつきたい!)                                                                 | 18 ноября, 2013     |
| 08           | Скоростной подъём!! «супуринто курайму!!» (スプリントクライム!!)                                           | 25 ноября, 2013     |
| 09           | Полная мощность против полной мощности «дзэнрёку vs дзэнрёку» (全力VS全力)                                 | 2 декабря, 2013     |
| 10           | Горный паук «пи:ку супайда:» (ピークスパイダー)                                                            | 9 декабря, 2013     |
| 11           | Сверхскоростной человек-экспресс!! «никудан рэсся!!» (肉弾列車!!)                                          | 16 декабря, 2013    |
| 12           | Первый день лагеря! «гассюку сёнити!» (合宿初日!)                                                          | 23 декабря, 2013    |
| 13           | Тысяча километров Имайдзуми и Наруко «имайдзуми то наруко но сэн киро» (今泉と鳴子の1000km)                | 6 января, 2014      |
| 14           | Воссоединение на рассвете «асагири но сайкай» (朝霧の再会)                                                 | 13 января, 2014     |
| 15           | Стратегия «сакуряку» (策略)                                                                                | 20 января, 2014     |
| 16           | Прорыв «иттэн топпа» (一点突破)                                                                            | 27 января, 2014     |
| 17           | Онода в самом хвосте «сайко:би но онода» (最後尾の小野田)                                                  | 3 февраля, 2014     |
| 18           | Тотальная схватка «дзэнрёку но сё:бу» (全力の勝負)                                                         | 10 февраля, 2014    |
| 19           | Новый старт «аратанару сута:то» (新たなるスタート)                                                         | 17 февраля, 2014    |
| 20           | Манами Сангаку «сангаку манами» (真波山岳)                                                                 | 24 февраля, 2014    |